# 레이 미들턴

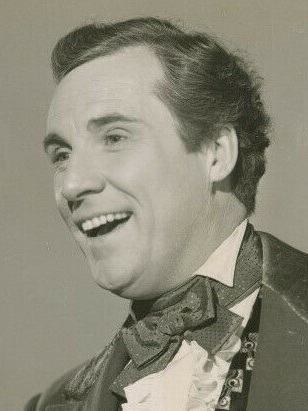

레이 미들턴(Ray Middleton, 1907년 2월 8일 ~ 1984년 4월 10일)은 미국의 배우이다.
시카고에서 태어났으며 파노라마시티에서 사망하였다.

## 영화
- 터비 더 튜바 (1975년)
- 1776 (1972년)
- 내 사랑 지니 (1952년)